# Keep On Smilin' (álbum)
Keep On Smilin' es el tercer álbum de estudio de la banda estadounidense Wet Willie. Fue publicado en mayo de 1974 a través del sello discográfico Capricorn Records. El álbum incluye su canción insignia «Keep On Smilin'», que alcanzó la posición número 10 en el Hot 100 de la revista Billboard.

## Grabación y producción
Keep On Smilin' se grabó en Capricorn Sound, Macon, Georgia. Tom Dowd produjo el álbum y Sam Whiteside, Tony Humphries, y Ovie Sparks se desempeñaron como ingenieros de audio. El álbum incluye a The Williettes, dúo de mujeres que cantaban coros–conformado por la hermana de Jimmy y Jack, Donna Hall, y Ella Avery. Otros músicos de sesión incluían a Earl “Bone” Ford en el trombón eléctrico y a Joyce Knight en coros adicionales.

## Recepción de la crítica
Un escritor no especificado de la revista Billboard escribió: “La banda hace un buen uso de guitarras y trompetas, y mezcla números rápidos con melodías más lentas para lograr una variedad perfecta. Si bien siempre han sido conocidos como un grupo de tipo ‘roquero’, aquí muestran que su material más lento puede, a su manera, tener más fuerza”. Un escritor no especificado de la revista Cash Box declaró: “Destacado por el fantástico sencillo del mismo nombre, el nuevo LP de Wet Willie es todo lo que esperarías de uno de los grupos más importantes del país. La gira de Grand Funk Railroad los expuso a una audiencia enorme y agradecida que acudió en masa para apoyarlos, y este esfuerzo los distinguirá aún más”.

## Lista de canciones
Todas las canciones escritas y compuestas por Rick Hirsh, excepto donde esta anotado. 
| Lado uno |                        |                         |          |  |
| N.º      | Título                 | Escritor(es)            | Duración |  |
| 1.       | «Country Side of Life» |                         | 3:29     |  |
| 2.       | «Keep On Smilin'»      | Wet Willie              | 3:56     |  |
| 3.       | «Trust in the Lord»    | Mike Duke               | 3:10     |  |
| 4.       | «Soul Sister»          | John Anthony Ella Avery | 4:54     |  |
| 5.       | «Alabama»              |                         | 3:24     |  |

| Lado dos |                                |               |          |  |
| N.º      | Título                         | Escritor(es)  | Duración |  |
| 1.       | «Lucy Was in Trouble»          |               | 3:38     |  |
| 2.       | «Soul Jones»                   | Wet Willie    | 4:01     |  |
| 3.       | «Don't Wait Too Long»          | Anthony       | 3:05     |  |
| 4.       | «Spanish Moss»                 |               | 3:43     |  |
| 5.       | «In Our Hearts» (instrumental) | Hirsh Anthony | 4:24     |  |

## Créditos y personal
Créditos adaptados desde las notas de álbum de Keep On Smilin'.
Wet Willie
- Jimmy Hall – voz principal, saxofón alto, armónica, percusión
- Rick Hirsch – guitarra líder, coros
- Jack Hall – bajo eléctrico, banjo, coros
- John Anthony – teclados, percusión, coros
- Lewis Ross – batería, percusión

Músicos adicionales
- The Willietttes – coros
- Earl “Bone” Ford – trombón eléctrico en «Country Side of Life»
- Joyce Knight – coros adicionales

Personal técnico
- Tom Dowd – productor
- Sam Whiteside – ingeniero de audio
- Tony Humphries – ingeniero de audio
- Ovie Sparks – ingeniero de audio
- Richard Mantel – director artístico, diseño
- Al Clayton – fotografía
- Jeanne Sasaki – coordinador

## Posicionamiento
| Gráfica (1974)                            | Pico de posición |
| ----------------------------------------- | ---------------- |
| Canadá (RPM Top Albums)                   | 47               |
| Estados Unidos (Billboard Top LPs & Tape) | 41               |